# 格雷文 (梅克伦堡-前波美拉尼亚州)
格雷文（德語：Greven）是德国梅克伦堡-前波美拉尼亚州的一个市镇，隶属于路德维希斯卢斯特-帕尔希姆县。总面积为40.01平方千米，截至2020年总人口为726人。